# Monareczka białolica
Monareczka białolica (Symposiachrus malaitae) – gatunek małego ptaka z rodziny monarek (Monarchidae). Takson o spornej pozycji systematycznej – przez część autorów uznawany za podgatunek monareczki białowąsej. Jest endemitem wyspy Malaita z archipelagu Wysp Salomona. Występuje w lasach pierwotnych i starych lasach wtórnych o zamkniętych koronach. Jest bliski zagrożenia wyginięciem.

## Taksonomia
Takson ten opisał w 1931 roku Ernst Mayr pod nazwą Monarcha barbata malaitae, czyli jako podgatunek monareczki białowąsej. Obecnie monareczka białolica umieszczana jest w rodzaju Symposiachrus. Niektórzy autorzy nadal uznają ją za podgatunek monareczki białowąsej (Symposiachrus barbatus malaitae). Inni natomiast wydzielają do osobnego gatunku.

## Morfologia
Mały czarno-biały ptak z dużą białą plamą na skrzydle i większością ogona ubarwioną na biało. Obie płcie są do siebie podobne. Długość ciała około 16,5 cm.

## Występowanie
Występowanie jest ograniczone do wyspy Malaita, we wschodniej części archipelagu Wysp Salomona. Żyje w lasach pierwotnych i starych lasach wtórnych o zamkniętych koronach od nizin po wzgórza Malaity (Dutson 2011). Jest rzadki w silnie zdegradowanych lasach (Dutson 2011). Górny limit wysokości występowania wynosi około 1200 m n.p.m.

## Status
W Czerwonej księdze gatunków zagrożonych Międzynarodowej Unii Ochrony Przyrody (IUCN) monareczka białolica jest klasyfikowana jako gatunek bliski zagrożenia (ang. near threatened). Ma ograniczony zasięg i przypuszcza się, że liczebność populacji stale spada w wyniku postępującej degradacji i zanikania lasów. Malaita doświadczyła umiarkowanego poziomu wyrębu i powolnego tempa wylesiania (Katovai et al. 2015), a dane teledetekcyjne (Global Forest Watch 2022) wskazują, że w ciągu dziesięciu lat do 2020 r. utrata lasów w zasięgu tego gatunku była równa 3–5%.
Wielkość populacji nie została oszacowana, ale gatunek ten jest opisywany jako rzadki w całym swoim zasięgu.